# Cataglyphis asiriensis
Cataglyphis asiriensis är en myrart som beskrevs av Cedric A. Collingwood 1985. Cataglyphis asiriensis ingår i släktet Cataglyphis och familjen myror. Inga underarter finns listade.